# Hey DJ (televisieprogramma)
Hey DJ was een Nederlands televisieprogramma dat werd uitgezonden door BNN en werd gepresenteerd door Eric Corton. In het programma kregen getalenteerde diskjockey's niet alleen de kans om te leren hoe ze een goede dj konden worden, maar won de beste dj zijn eigen radioprogramma op 3FM. De acht finalisten: Martijn Muijs, Fernando Halman, Peter van Drunen, Frank van 't Hof, Cielke Sijben, Pieter van der Hoeven, Joey Koeijvoets en Vincent Reinders.
De opnamen voor Hey DJ vonden plaats op locatie Taribush. Daar kregen de finalisten les van gerenommeerde dj's als Gijs Staverman, Wouter van der Goes, Ruud de Wild en Jeroen Kijk in de Vegte. De jonge dj's leerden het maken van choquerende radio ("shockradio"), chaosradio, muziekprogramma's en personalityshows. 
De uiteindelijke winnaar van het programma werd Martijn Muijs. Hij heeft voor 3FM de programma's Muijs In Het Huis en Muijst Wanted gemaakt. Sinds 2008 was hij te horen op 538 waar hij de 53N8CLUB maakte. In december 2013 maakte Muijs de overstap naar Radio Veronica.
3 op Reis ·
Afkicken ·
De allerslechtste echtgenoot van Nederland ·
Atletico Ananas ·
AVRO's Sterrenslag ·
Baby te huur ·
De Badgasten ·
De beste ·
Bitches ·
Bloed, Zweet en Luxeproblemen ·
Break Free · 
Cash Cab ·
Comedy Live ·
Costa! ·
Crazy 88 ·
Dennis en Valerio vs de rest ·
Dennis vs Valerio ·
Doe Maar Normaal ·
Egoland ·
Feuten ·
Finals ·
Floortje en de ambassadeurs · 
Floortje naar het einde van de wereld ·
Get Smarter in a Week ·
Golden Oldies ·
De Grote Donorshow ·
Hey DJ ·
Je zal het maar hebben ·
Je zal het maar zijn ·
Kannibalen ·
Katja vs Bridget ·
Katja vs De Rest ·
Kebab TV ·
De Klimaatpolitie ·
Lama gezocht ·
De Lama's ·
Lijst 0 ·
Loverboys ·
MaDiWoDoVrijdagshow ·
De Man met de Hamer ·
Mystery Party ·
De Nationale Eettest ·
De Nationale IQ Test ·
Neuken doe je zo! ·
De Nieuwste Show ·
Nu we er toch zijn ·
Onderweg naar Morgen ·
Over Mijn Lijk ·
Ranking the Stars ·
Rat van Fortuin ·
Ruben vs Geraldine ·
Ruben vs Katja ·
Ruben vs Sophie ·
Het schnitzelparadijs ·
De School ·
De slechtste chauffeur van Nederland ·
Sluipschutters ·
Smeris ·
De Social Club ·
Spuiten en Slikken ·
De Stalkshow ·
StartUp ·
Sterretje Gezocht ·
Stop in the Name of Love ·
Tessa ·
Tequila ·
Top of the Pops ·
Try Before You Die ·
Van God Los ·
Vier handen op één buik ·
VOC ·
Vrijdag op Maandag ·
Waar kan ik je 's nachts voor wakker maken? ·
Walhalla ·
Weg met BNN ·
De Zeven Zeeën
'